# Gyrinus mergus
Gyrinus mergus là một loài bọ cánh cứng trong họ van Gyrinidae. Loài này được Say miêu tả khoa học năm 1837.